# Nuoto ai Giochi della XXIX Olimpiade - 200 metri stile libero femminili

## Record
Prima di questa competizione, il record del mondo (WR) e il record olimpico (OR) erano i seguenti.
|  | 1'55"52 | Laure Manaudou Francia       | 28 marzo 2007 Melbourne, Australia    |
|  | 1'57"65 | Heike Friedrich Germania Est | 21 settembre 1988 Seul, Corea del Sud |

Durante l'evento sono stati migliorati i seguenti record:
| Data      | Evento      | Atleta              | Nazione  | Tempo   | Record |
| --------- | ----------- | ------------------- | -------- | ------- | ------ |
| 11 agosto | 4ª Batteria | Pang Jiaying        | Cina     | 1'57"37 |        |
| 11 agosto | 5ª Batteria | Sara Isaković       | Slovenia | 1'55"86 |        |
| 11 agosto | 6ª Batteria | Federica Pellegrini | Italia   | 1'55"45 |        |
| 13 agosto | Finale      | Federica Pellegrini | Italia   | 1'54"82 |        |

## Batterie
Si sono svolte 6 batterie di qualificazione. I primi 16 atleti si sono qualificati per la semifinale.
Lunedì 11 agosto
| #  | Batteria | Corsia | Atleta                   | Nazionalità   | Tempo   | Note  |
| -- | -------- | ------ | ------------------------ | ------------- | ------- | ----- |
| 1  | 6        | 5      | Federica Pellegrini      | Italia        | 1:55.45 | Q, WR |
| 2  | 5        | 4      | Sara Isaković            | Slovenia      | 1:55.86 | Q     |
| 3  | 5        | 3      | Caitlin McClatchey       | Regno Unito   | 1:56.97 | Q     |
| 4  | 6        | 4      | Katie Hoff               | Stati Uniti   | 1:57.20 | Q     |
| 5  | 6        | 2      | Ágnes Mutina             | Ungheria      | 1:57.25 | Q     |
| 6  | 4        | 2      | Jiaying Pang             | Cina          | 1:57.37 | Q     |
| 7  | 4        | 4      | Allison Schmitt          | Stati Uniti   | 1:57.38 | Q     |
| 8  | 6        | 1      | Haruka Ueda              | Giappone      | 1:57.64 | Q     |
| 9  | 4        | 3      | Camelia Potec            | Romania       | 1:57.65 | Q     |
| 10 | 5        | 5      | Bronte Barratt           | Australia     | 1:57.75 | Q     |
| 11 | 5        | 2      | Ophelie-Cyrielle Etienn  | Francia       | 1:57.93 | Q     |
| 12 | 6        | 3      | Linda Mackenzie          | Australia     | 1:57.96 | Q     |
| 13 | 5        | 6      | Josefin Lillhage         | Svezia        | 1:57.98 | Q     |
| 14 | 4        | 5      | Joanne Jackson           | Regno Unito   | 1:58.00 | Q     |
| 15 | 6        | 6      | Aurore Mongel            | Francia       | 1:58.11 | Q     |
| 16 | 5        | 1      | Ida Marko-Varga          | Svezia        | 1:58.21 | Q     |
| 17 | 4        | 7      | Stephanie Horner         | Canada        | 1:58.35 |       |
| 18 | 4        | 1      | Melania Felicitas Costa  | Spagna        | 1:59.50 |       |
| 19 | 6        | 7      | Qianwei Zhu              | Cina          | 1:59.52 |       |
| 20 | 6        | 8      | Daria Belyakina          | Russia        | 1:59.72 |       |
| 21 | 4        | 8      | Maki Mita                | Giappone      | 1:59.96 |       |
| 22 | 4        | 6      | Annika Lurz              | Germania      | 1:59.98 |       |
| 23 | 3        | 5      | Ranomi Kromowidjojo      | Paesi Bassi   | 2:00.02 |       |
| 24 | 5        | 7      | Petra Dallmann           | Germania      | 2:00.21 |       |
| 25 | 5        | 8      | Genevieve Saumur         | Canada        | 2:00.49 |       |
| 26 | 3        | 7      | Joerdis Steinegger       | Austria       | 2:00.52 |       |
| 27 | 3        | 1      | Anna Stylianou           | Cipro         | 2:00.55 |       |
| 28 | 2        | 4      | Elina Partoka            | Estonia       | 2:00.64 |       |
| 28 | 3        | 6      | Monique Ferreira         | Brasile       | 2:00.64 |       |
| 30 | 2        | 5      | Nina Rangelova           | Bulgaria      | 2:00.66 |       |
| 31 | 2        | 7      | Hoi Shun Stephanie Au    | Hong Kong     | 2:00.85 |       |
| 32 | 3        | 3      | Paulina Barzycka         | Polonia       | 2:00.92 |       |
| 33 | 3        | 4      | Melissa Corfe            | Sudafrica     | 2:00.95 |       |
| 34 | 2        | 2      | Louise Mai Janses        | Danimarca     | 2:01.30 |       |
| 35 | 1        | 4      | Nataliya Khudyakova      | Ucraina       | 2:02.27 |       |
| 36 | 2        | 6      | Lynette Lim              | Singapore     | 2:02.30 |       |
| 37 | 3        | 8      | Chin-Kuei Yang           | Taipei cinese | 2:02.84 |       |
| 38 | 1        | 5      | Natthanan Junkrajang     | Thailandia    | 2:02.88 |       |
| 39 | 2        | 8      | Christine Mailliet       | Lussemburgo   | 2:02.91 |       |
| 40 | 1        | 2      | Milica Ostojic           | Serbia        | 2:03.19 |       |
| 41 | 1        | 7      | Heysi Villarreal         | Cuba          | 2:03.23 |       |
| 42 | 1        | 3      | Anja Trisic              | Croazia       | 2:03.57 |       |
| 43 | 2        | 3      | Melanie Nocher           | Irlanda       | 2:04.29 |       |
| 44 | 3        | 2      | Eleni Kosti              | Grecia        | 2:04.55 |       |
| 45 | 1        | 6      | Sigrun Bra Sverrisdottir | Islanda       | 2:04.82 |       |
| 46 | 2        | 1      | Keora Lee                | Corea del Sud | 2:05.71 |       |

## Semifinale
Martedì 12 agosto
| #  | Batteria | Corsia | Atleta                   | Nazionalità | Tempo   | Note  |
| -- | -------- | ------ | ------------------------ | ----------- | ------- | ----- |
| 1  | 1        | 4      | Sara Isaković            | Slovenia    | 1:56.50 | Q     |
| 2  | 1        | 5      | Katie Hoff               | Stati Uniti | 1:57.01 | Q, AS |
| 3  | 2        | 4      | Federica Pellegrini      | Italia      | 1:57.23 | Q     |
| 4  | 1        | 3      | Jiaying Pang             | Cina        | 1:57.34 | Q     |
| 5  | 1        | 2      | Bronte Barratt           | Australia   | 1:57.55 | Q     |
| 6  | 2        | 2      | Camelia Potec            | Romania     | 1:57.71 | Q     |
| 7  | 2        | 5      | Caitlin McClatchey       | Regno Unito | 1:57.73 | Q     |
| 8  | 2        | 7      | Ophélie-Cyrielle Étienne | Francia     | 1:58.00 | Q     |
| 9  | 2        | 6      | Allison Schmitt          | Stati Uniti | 1:58.01 |       |
| 10 | 2        | 8      | Aurore Mongel            | Francia     | 1:58.08 |       |
| 11 | 2        | 3      | Ágnes Mutina             | Ungheria    | 1:58.15 |       |
| 12 | 1        | 7      | Linda Mackenzie          | Australia   | 1:58.19 |       |
| 13 | 1        | 6      | Haruka Ueda              | Giappone    | 1:58.44 |       |
| 14 | 1        | 1      | Joanne Jackson           | Regno Unito | 1:58.70 |       |
| 15 | 2        | 1      | Josefine Lillhage        | Svezia      | 1:59.29 |       |
| 16 | 1        | 8      | Ida Marko-Varga          | Svezia      | 1:59.41 |       |

## Finale
Mercoledì 13 agosto
| Posizione | Atleta                   | Paese       | Tempo   | Note |
| --------- | ------------------------ | ----------- | ------- | ---- |
|           | Federica Pellegrini      | Italia      | 1:54.82 | WR   |
|           | Sara Isaković            | Slovenia    | 1:54.97 |      |
|           | Jiaying Pang             | Cina        | 1:55.05 | AS   |
| 4         | Katie Hoff               | Stati Uniti | 1:55.78 | AM   |
| 5         | Camelia Potec            | Romania     | 1:56.87 |      |
| 6         | McClatchey Caitlin       | Regno Unito | 1:57.65 |      |
| 7         | Bronte Barratt           | Australia   | 1:57.83 |      |
| 7         | Ophélie-Cyrielle Étienne | Francia     | 1:57.83 |      |